# كوفاروباياس
بلدية كوفاروباياس (بالإسبانية: Covarrubias)‏, هي إحدى بلديات مقاطعة برغش, التي تقع في منطقة قشتالة وليون, والتي تقع في شمال غرب إسبانيا.
يبلغ عدد سكانها 640 نسمة وفقاً لإحصائية سنة (2002).